# Alberto de la Bella
Alberto de la Bella Madueño (Santa Coloma de Gramanet, Barcelona, España, 2 de diciembre de 1985) es un exfutbolista español que jugaba en la posición de defensa. Actualmente es jugador de fútbol 7 del Ultimate Móstoles, en la Kings League.

## Trayectoria profesional

### Inicios
De la Bella se formó como futbolista en las categorías inferiores del principal club de su localidad natal, la U. D. A. Gramenet, previo paso por el Torre Balldovina equipo donde jugó como benjamín sus primeros partidos en fútbol sala. Al finalizar la categoría juvenil fue fichado por el R. C. D. Espanyol, con cuyo equipo filial jugó una temporada en la Segunda División B. 
Regresó a su club de origen para jugar, ya en el equipo senior, otra temporada en la Segunda B. El equipo hizo una gran campaña y llegó a jugar la fase de ascenso en la que les eliminó la U. D. Salamanca. El Villarreal C. F. le ofreció jugar en su equipo filial. Fichó por dos temporadas con los amarillos y logró ascender con el Villarreal C. F. "B" de Tercera a Segunda División B.

### Sevilla Atlético
Cuando se acabó su contrato, aunque el Villarreal C. F. le ofreció la renovación, decidió fichar por el Sevilla F. C., que le ofreció jugar en su filial, el Sevilla Atlético, en la Segunda División. La temporada 2008-09 terminó con el filial sevillista descendiendo a Segunda División B. La Real Sociedad se interesó por el jugador catalán que pidió la carta de libertad para fichar por la Real.

### Real Sociedad

#### Temporada 2009-10
En la Real Sociedad acabó asentándose como titular indiscutible en el puesto de lateral izquierdo. Logró el ascenso a la Primera división española adjudicándose el título de la segunda división. 

#### Temporada 2010-11
Debutó en la Primera División española en el Real Sociedad 1 - Villarreal C. F. 0, disputado en el Estadio de Anoeta el 30 de agosto de 2010, en la jornada inaugural. De la Bella había perdido la titularidad en favor de Mikel González, que pasó a ocupar su carril. En enero de 2011 se anuncia su renovación por cuatro campañas más.

#### Temporada 2011-12
En la temporada 2011-2012, con la llegada del francés Philippe Montanier, De la Bella, se afianzó como habitual en el lateral izquierdo, hasta una inoportuna lesión ante el Rayo Vallecano. Tras recuperarse estuvo varios partidos sin jugar pero finalmente volvió a ser el titular en esa posición.

#### Temporada 2012-13
De cara a la Temporada 2012-2013, la Real, fichó a otro lateral zurdo, al asturiano José Ángel, que llegaba cedido de la A. S. Roma. De la Bella siguió siendo titular, marcando goles como el del 2-5 al Valencia C. F. o el gol de la victoria al Sevilla F. C. De la Bella jugó todos los minutos de la temporada, excepto los últimos diez minutos contra el Real Madrid, donde fue sustituido por el propio José Ángel y el partido ante el R. C. D. Mallorca en el que cumplía sanción.
El 1 de junio de 2013 consiguieron una histórica clasificación para la Liga de Campeones.

#### Temporada 2013-14
La temporada comenzó con Jagoba Arrasate como nuevo entrenador y de nuevo con José Ángel como el otro lateral izquierdo. Comenzó como titular habitual. En el campeonato doméstico anotó su primer gol en la goleada recibida en el Camp Nou ante el F. C. Barcelona (4:1). Arrasate decidió darle más minutos a José Ángel en Liga, siendo De la Bella titular habitual en Liga de Campeones. Sin embargo, una lesión a principios de diciembre, hizo que De la Bella no volviera a jugar más ese año, por lo que José Ángel ocupara esa posición. Cuando De la Bella reapareció tras su lesión, alternó la titularidad con José Ángel.

#### Temporada 2014-15
De nuevo se convirtió en el titular habitual en su posición, tras la marcha de José Ángel.
Fue titular mientras que Jagoba Arrasate permaneció como entrenador hasta mediados de noviembre. Tras la llegada de David Moyes, Yuri comenzó a jugar más que el catalán. Sin embargo para el tramo final de la temporada, De la Bella volvió a recuperar su sitio en el once inicial e incluso marcó un gol en empate en el derbi vasco ante el Athletic Club en el Nuevo San Mamés. Acabó con 23 partidos jugados, un gol y dos asistencias.

#### Temporada 2015-16
De la Bella comenzó la temporada como titular por delante de Yuri Berchiche, jugando los primeros ocho partidos y dando una asistencia a Imanol Agirretxe ante el R. C. D. Espanyol. No obstante, tras sustituir Eusebio Sacristán a Moyes, pierde el puesto en favor de Yuri.

### Olympiacos
El 5 de julio de 2016 se fue cedido al Olympiacos por dos temporadas. Anotó dos goles en el último encuentro de la temporada, el que dio el título de liga a su equipo.

### Vuelta a la Real Sociedad
A finales de julio de 2017, luego de la baja de Yuri Berchiche, la Real acordó finalizar con el Olympiacos el año de cesión que le quedaba, y regresó de esta manera al conjunto txuri-urdin.

### Úlitmos años
El 27 de agosto de 2018 rescindió su contrato con la Real Sociedad para fichar por la U. D. Las Palmas y firmar un contrato por dos temporadas con opción a una tercera.
El 10 de septiembre de 2020 el conjunto canario lo cedió al F. C. Cartagena por una temporada. Siguió una campaña más y el 17 de mayo de 2022 anunció que ponía fin a su etapa como jugador de fútbol en activo a la edad de 36 años.

### Kings League
El 28 de enero de 2024 debutó con Ultimate Móstoles en la Kings League, anotando un gol con valor doble en la derrota de su equipo por 5 a 4 contra xBuyer Team.

## Estadísticas
Actualizado al último partido jugado en su carrera deportiva.
| Club                            | Div.          | Temporada     | Liga  | Liga  | Copas nacionales | Copas nacionales | Copas internacionales | Copas internacionales | Total | Total |
| Club                            | Div.          | Temporada     | Part. | Goles | Part.            | Goles            | Part.                 | Goles                 | Part. | Goles |
| ------------------------------- | ------------- | ------------- | ----- | ----- | ---------------- | ---------------- | --------------------- | --------------------- | ----- | ----- |
| R. C. D. Espanyol "B" · España  | 2.ª B         | 2004-05       | 18    | 0     | —                | —                | —                     | —                     | 18    | 0     |
| U. D. A. Gramenet · España      | 2.ª B         | 2005-06       | 28    | 0     | —                | —                | —                     | —                     | 28    | 0     |
| Villarreal C. F. "B" · España   | 3.ª           | 2006-07       | 37    | 1     | —                | —                | —                     | —                     | 37    | 1     |
| Villarreal C. F. "B" · España   | 2.ª B         | 2007-08       | 25    | 0     | —                | —                | —                     | —                     | 25    | 0     |
| Villarreal C. F. "B" · España   | Total club    | Total club    | 62    | 1     | 0                | 0                | 0                     | 0                     | 62    | 1     |
| Sevilla Atlético · España       | 2.ª           | 2008-09       | 28    | 1     | —                | —                | —                     | —                     | 28    | 1     |
| Real Sociedad · España          | 2.ª           | 2009-10       | 30    | 1     | 1                | 0                | —                     | —                     | 31    | 1     |
| Real Sociedad · España          | 1.ª           | 2010-11       | 30    | 0     | 2                | 0                | —                     | —                     | 32    | 0     |
| Real Sociedad · España          | 1.ª           | 2011-12       | 21    | 0     | 4                | 0                | —                     | —                     | 25    | 0     |
| Real Sociedad · España          | 1.ª           | 2012-13       | 36    | 3     | 0                | 0                | —                     | —                     | 36    | 3     |
| Real Sociedad · España          | 1.ª           | 2013-14       | 17    | 1     | 1                | 0                | 7                     | 0                     | 25    | 1     |
| Real Sociedad · España          | 1.ª           | 2014-15       | 23    | 1     | 0                | 0                | 4                     | 0                     | 27    | 1     |
| Real Sociedad · España          | 1.ª           | 2015-16       | 15    | 0     | 1                | 0                | —                     | —                     | 16    | 0     |
| Olympiacos de El Pireo · Grecia | 1.ª           | 2016-17       | 20    | 2     | 4                | 0                | 7                     | 0                     | 31    | 2     |
| Real Sociedad · España          | 1.ª           | 2017-18       | 17    | 0     | 2                | 0                | 7                     | 2                     | 26    | 2     |
| Real Sociedad · España          | Total club    | Total club    | 189   | 6     | 11               | 0                | 18                    | 2                     | 218   | 8     |
| U. D. Las Palmas · España       | 2.ª           | 2018-19       | 25    | 1     | 0                | 0                | —                     | —                     | 25    | 1     |
| U. D. Las Palmas · España       | 2.ª           | 2019-20       | 32    | 0     | 1                | 0                | —                     | —                     | 33    | 0     |
| U. D. Las Palmas · España       | Total club    | Total club    | 57    | 1     | 1                | 0                | 0                     | 0                     | 58    | 1     |
| F. C. Cartagena · España        | 2.ª           | 2020-21       | 21    | 1     | 0                | 0                | —                     | —                     | 21    | 1     |
| F. C. Cartagena · España        | 2.ª           | 2021-22       | 15    | 0     | 2                | 0                | —                     | —                     | 17    | 0     |
| F. C. Cartagena · España        | Total club    | Total club    | 36    | 1     | 2                | 0                | 0                     | 0                     | 38    | 1     |
| Ultimate Móstoles · España      | Kings League  | 2024          | 13    | 3     | 0                | 0                | 4                     | 1                     | 17    | 4     |
| Ultimate Móstoles · España      | Total club    | Total club    | 13    | 3     | 0                | 0                | 4                     | 1                     | 17    | 4     |
| Total carrera                   | Total carrera | Total carrera | 451   | 15    | 18               | 0                | 29                    | 3                     | 498   | 18    |
| 1. 2.                           |               |               |       |       |                  |                  |                       |                       |       |       |

## Palmarés

### Títulos nacionales
| Título              | Club             | País   | Año     |
| ------------------- | ---------------- | ------ | ------- |
| Superliga de Grecia | Olympiacos F. C. | Grecia | 2016-17 |